# Sula (vattendrag i Belarus)
Sula (belarusiska: Сула; ryska: Сула) är ett vattendrag i Belarus. Det ligger i voblasten Minsks voblast, i den centrala delen av landet, 80 km sydväst om huvudstaden Minsk.
Omgivningarna runt Sula är en mosaik av jordbruksmark och naturlig växtlighet. Runt Sula är det ganska glesbefolkat, med 24 invånare per kvadratkilometer.